# Kensett, Iowa
Kensett är en ort i Worth County i Iowa. Vid 2010 års folkräkning hade Kensett 266 invånare.